# Supercoppa del Brasile 2025
 La Supercoppa del Brasile 2025 (ufficialmente in portoghese Supercopa do Brasil 2024 o, per ragioni di sponsorizzazione, Supercopa Betano Rei 2025) è stata la settima edizione della Supercoppa del Brasile.
Si è svolta il 2 febbraio 2025 allo Stadio olimpico di Pará tra il Botafogo, vincitore di Série A 2024, e il Flamengo, vincitore della coppa nazionale.

## Formula
Partita in gara unica. In caso di parità dopo i 90 minuti regolamentari sono previsti i tiri di rigore.

## Partecipanti
| Squadre  | Qualificazione                         | Partecipazioni precedenti (il grassetto indica la vittoria) |
| -------- | -------------------------------------- | ----------------------------------------------------------- |
| Botafogo | Vincitore della Série A 2024           | Esordiente                                                  |
| Flamengo | Vincitore della Coppa del Brasile 2024 | 1991, 2020, 2021, 2022, 2023                                |

## Tabellino
| Arbitro: | Ramon Abatti Abel |

|                      |           |                                        |
| Patrick de Paula 87’ | Marcatori | Bruno Henrique 7’, 19’ Luiz Araújo 82’ |